# Bluewater Village (Nuevo México)
Bluewater Village es un lugar designado por el censo ubicado en el condado de Cíbola en el estado estadounidense de Nuevo México. En el Censo de 2010 tenía una población de 628 habitantes y una densidad poblacional de 23,99 personas por km².

## Geografía
Bluewater Village se encuentra ubicado en las coordenadas 35°13′38″N 107°58′59″O / 35.22722, -107.98306. Según la Oficina del Censo de los Estados Unidos, Bluewater Village tiene una superficie total de 26.18 km², de la cual 26.13 km² corresponden a tierra firme y (0.2%) 0.05 km² es agua.

## Demografía
Según el censo de 2010, había 628 personas residiendo en Bluewater Village. La densidad de población era de 23,99 hab./km². De los 628 habitantes, Bluewater Village estaba compuesto por el 71.18% blancos, el 1.11% eran afroamericanos, el 14.49% eran amerindios, el 0.16% eran asiáticos, el 0.32% eran isleños del Pacífico, el 10.51% eran de otras razas y el 2.23% pertenecían a dos o más razas. Del total de la población el 20.54% eran hispanos o latinos de cualquier raza.